# Cargolia fumipennis
Cargolia fumipennis är en fjärilsart som beskrevs av W. Warren 1909. Cargolia fumipennis ingår i släktet Cargolia och familjen mätare. Inga underarter finns listade i Catalogue of Life.